# Alfred Jacquet
Alfred Jacquet (fl. XX secolo) è stato un calciatore svizzero, di ruolo attaccante.

## Carriera
Jacquet fu tra i primi giocatori del Torino, disputando il primo incontro della storia del sodalizio granata il 16 dicembre 1906, contro la Pro Vercelli, terminato 3-1 per i torinesi.
L'esordio ufficiale è datato 13 gennaio 1907, nella vittoria nel derby della Mole per 2-1 contro la Juventus. Con i granata ottiene il secondo posto nel girone nazionale della Prima Categoria 1907.
Nel 1908 con il Torino, giocò solo incontri amichevoli a causa dell'autosospensione del club granata dal campionato per il divieto di schierare calciatori stranieri imposto dalla FIF.
Nel 1909 si trasferì alla Juventus, dove fu chiamato in sostituzione dell'infortunato Domenico Donna. Fece il suo esordio proprio contro la sua vecchia società, il Torino, il 10 gennaio 1909 in una sconfitta per 1-0, mentre la sua ultima partita in bianconero fu il 24 gennaio seguente, sempre contro i granata, e terminata con lo stesso punteggio. Nella sua unica stagione bianconera collezionò 3 presenze senza segnare.